# Piper longepetiolatum
Piper longepetiolatum är en pepparväxtart som beskrevs av William Trelease. Piper longepetiolatum ingår i släktet Piper och familjen pepparväxter. Inga underarter finns listade i Catalogue of Life.